# Віктор Павло Андрійович
Павло Андрійович Віктор (нар. 6 квітня 1954, Сиктивкар, РРФСР) — відеоблогер з Одеси, уродженець Росії (РРФСР), український педагог, Народний вчитель України, переможець всеукраїнського конкурсу «Учитель року — 2009». У 2021 році ввійшов у топ-50 найкращих вчителів України за версією Global Teacher Prize Ukraine. Автор популярного російськомовного YouTube каналу з уроками з фізики. 
Працює викладачем Рішельєвського ліцею в Одесі. Уроки в школі також викладає російською, порушуючи ст. 7 ЗУ "Про освіту", за що отримує хейт в соцмережах. Став відомим (у жовтні 2021 року мав 850 тис. підписників) завдяки своєму YouTube з уроками фізики, де викладає повний шкільний курс.

## Життєпис
Народився 6 квітня 1954 року в місті Сиктивкар (РРФСР, нині Росія). Дід по батьковій лінії був німцем з Одеси, і під час Другої світової війни після окупації Одеси німецькими військами примусово вивезений до Німеччини. Батько Павла Андрійовича в цей час був ще 13-річним хлопчиком. Це послужило підставою для заслання всієї родини на Північ, де і народився Павло Віктор. Батько і мати закінчили педагогічний інститут у Сиктивкарі. В Одесу сім'ї Павла Андрійовича вдалося повернутися лише в 1963 році. Батько, Віктор Андрій Антонович — викладач фізики. Мати Варвара Юліївна все життя працювала вчителькою англійської мови. Павло Андрійович закінчив школу із золотою медаллю. У 1976 році закінчив фізичний факультет Одеського державного університету імені І. І. Мечникова.
У 1979 році розпочав викладацьку діяльність. Працював на фізичному факультеті Одеського університету близько тридцяти років, де пройшов шлях від аспіранта до доцента. Кандидат фізико-математичних наук. Вів курс атомної фізики. Після чого став вести в Рішельєвському ліцеї гурток зі застосування інформатики у фізичних дослідженнях, а потім став учителем фізики. У 1999 році Віктору Павлу довірили класне керівництво. У 2009 році він став переможцем всеукраїнського конкурсу «Учитель року».
Віктор Павло серед своїх учнів почав практикувати віддалене навчання за допомогою трансляції своїх уроків у Skype. У 2010 році він почав викладати свої відеоуроки на YouTube. Станом на жовтень 2018 року на його каналі було понад 8 млн переглядів і близько 500 відеоуроків.
25 жовтня 2018 Павло Віктор їхав додому на велосипеді і став жертвою грабіжників. Внаслідок нападу вчитель потрапив до лікарні зі струсом мозку й переломом шийки стегна. Хмельницький районний відділ поліції Одеси відкрив кримінальну справу за ч. 2 ст. 186 Кримінального кодексу України.
Було видано дві книги вчителя фізики Павла Віктора, перший том — «Фізика. Основи і механічний рух. Просто і зрозуміло про фундаментальну науку», та другий — «Фізика. Молекулярна будова речовини і теплові явища», наклад якої вийшов українською мовою у травні 2021 року. Наразі йде праця над третьою книгою.

## Особисте життя
Батько - вчитель фізики, Мати - вчитель англійської мови

## Нагороди
- Народний вчитель України (30 вересня 2022) — за значний особистий внесок у розвиток національної освіти, підготовку кваліфікованих фахівців, мужність і самовідданість, виявлені у захисті суверенітету та територіальної цілісності України, багаторічну плідну педагогічну діяльність та високий професіоналізм[9];
- Орден «За заслуги» III степеня (4 жовтня 2013) — за значний особистий внесок у розвиток національної освіти, підготовку кваліфікованих фахівців, багаторічну плідну педагогічну діяльність, високий професіоналізм[10];
- Заслужений вчитель України (1 жовтня 2009) — за вагомий особистий внесок у розвиток національної освіти, забезпечення високого рівня освітньої підготовки учнів[11].